# Norsko na Letních olympijských hrách 2020
Norsko na Letních olympijských hrách 2020 reprezentovalo 93 sportovců v 15 sportech. Norští sportovci se od roku 1900 zúčastnili každých letních olympijských her s výjimkou letních olympijských her 1904, konaných v St. Louis, a letních olympijských her 1980 v Moskvě.

## Medailisté
| Medaile | Jméno | Sport            | Disciplína          | Datum        |
| ------- | --- | ---------------- | ------------------- | ------------ |
| Zlato   | Kristian Blummenfelt | Triatlon         | Závod mužů          | 26. července |
| Zlato   | Karsten Warholm | Atletika         | Muži 400 m překážek | 3. srpna     |
| Zlato   | Anders Mol Christian Sørum | Plážový volejbal | Mužský turnaj       | 7. srpna     |
| Zlato   | Jakob Ingebrigtsen | Atletika         | Muži běh na 1500 m  | 7. srpna     |
| Stříbro | Kjetil Borch | Veslování        | Muži skif           | 30. července |
| Stříbro | Eivind Henriksen | Atletika         | Muži hod kladivem   | 4. srpna     |
| Bronz   | Hermann Tomasgaard | Jachting         | Muži laser          | 1. srpna     |
| Bronz   | Norská ženská házenkářská reprezentace - Henny Reistadová - Veronica Kristiansenová - Marit Malm Frafjordová - Stine Skograndová - Nora Mørková - Stine Bredal Oftedalová - Silje Solbergová - Kari Brattset Daleová - Katrine Lundeová - Marit Røsberg Jacobsenová - Camilla Herremová - Sanna Solberg-Isaksenová - Kristine Breistølová - Marta Tomacová - Vilde Johansenová | Házená           | Ženský turnaj       | 8. srpna     |

## Účastníci
Počet účastníků v jednotlivých disciplínách
| Sport             | Muži | Ženy | Celkem |
| ----------------- | ---- | ---- | ------ |
| Atletika          | 10   | 5    | 15     |
| Kanoistika        | 1    | 0    | 1      |
| Cyklistika        | 6    | 3    | 9      |
| Skoky do vody     | 0    | 1    | 1      |
| Jezdectví         | 1    | 0    | 1      |
| Golf              | 2    | 1    | 3      |
| Gymnastika        | 1    | 1    | 2      |
| Házená            | 15   | 15   | 30     |
| Veslování         | 7    | 0    | 7      |
| Jachting          | 4    | 4    | 8      |
| Sportovní střelba | 3    | 2    | 5      |
| Plavání           | 3    | 1    | 4      |
| Taekwondo         | 1    | 0    | 1      |
| Triatlon          | 3    | 1    | 4      |
| Volejbal          | 2    | 0    | 2      |
| Celkem            | 59   | 34   | 93     |